# Grande Prêmio da Itália de 1995
Resultados do Grande Prêmio da Itália de Fórmula 1 realizado em Monza em 10 de setembro de 1995. Foi a décima segunda etapa da temporada e teve como vencedor o britânico Johnny Herbert, da Benetton-Renault.

## Resumo
- Primeiro pódio de Heinz-Harald Frentzen e da equipe Sauber.
- Primeiros pontos de Mika Salo.

## Classificação da prova

### Treinos oficiais
| Pos.   | Nº | Piloto                   | Construtor         | Tempo Q1  | Tempo Q2 | Diferença |
| ------ | -- | ------------------------ | ------------------ | --------- | -------- | --------- |
| 1      | 6  | David Coulthard          | Williams-Renault   | 1:25.516  | 1:24.462 |           |
| 2      | 1  | Michael Schumacher       | Benetton-Renault   | 1:26.098  | 1:25.026 | + 0.564   |
| 3      | 28 | Gerhard Berger           | Ferrari            | 1:25.904  | 1:25.353 | + 0.891   |
| 4      | 5  | Damon Hill               | Williams-Renault   | 1:25.912  | 1:25.699 | + 1.237   |
| 5      | 27 | Jean Alesi               | Ferrari            | 1:26.323  | 1:25.707 | + 1.245   |
| 6      | 14 | Rubens Barrichello       | Jordan-Peugeot     | 1:26.981  | 1:25.919 | + 1.457   |
| 7      | 8  | Mika Häkkinen            | McLaren-Mercedes   | 1:28.895  | 1:25.920 | + 1.458   |
| 8      | 2  | Johnny Herbert           | Benetton-Renault   | 1:26.631  | 1:26.433 | + 1.971   |
| 9      | 7  | Mark Blundell            | McLaren-Mercedes   | 1:27.308  | 1:26.472 | + 2.010   |
| 10     | 30 | Heinz-Harald Frentzen    | Sauber-Ford        | 1:27.245  | 1:26.541 | + 2.079   |
| 11     | 25 | Martin Brundle           | Ligier-Mugen/Honda | 1:29.200  | 1:27.067 | + 2.605   |
| 12     | 15 | Eddie Irvine             | Jordan-Peugeot     | 1:27.573  | 1:27.271 | + 2.809   |
| 13     | 26 | Olivier Panis            | Ligier-Mugen/Honda | 1:28.418  | 1:27.384 | + 2.922   |
| 14     | 29 | Jean-Christophe Boullion | Sauber-Ford        | 1:30.997  | 1:28.741 | + 4.279   |
| 15     | 9  | Massimiliano Papis       | Footwork-Hart      | Sem tempo | 1:28.870 | + 4.408   |
| 16     | 4  | Mika Salo                | Tyrrell-Yamaha     | 1:29.535  | 1:29.028 | + 4.566   |
| 17     | 3  | Ukyo Katayama            | Tyrrell-Yamaha     | 1:31.399  | 1:29.287 | + 4.825   |
| 18     | 24 | Luca Badoer              | Minardi-Ford       | 1:30.731  | 1:29.559 | + 5.097   |
| 19     | 23 | Pedro Lamy               | Minardi-Ford       | 1:29.936  | 1:31.402 | + 5.474   |
| 20     | 10 | Taki Inoue               | Footwork-Hart      | 1:30.632  | 1:30.515 | + 6.053   |
| 21     | 17 | Andrea Montermini        | Pacific-Ford       | 1:32.121  | 1:30.721 | + 6.259   |
| 22     | 22 | Roberto Moreno           | Forti-Ford         | 1:32.491  | 1:30.834 | + 6.372   |
| 23     | 21 | Pedro Paulo Diniz        | Forti-Ford         | 1:32.540  | 1:32.102 | + 7.640   |
| 24     | 16 | Giovanni Lavaggi         | Pacific-Ford       | 1:32.935  | 1:32.470 | + 8.008   |
| Fonte: |    |                          |                    |           |          |           |

### Corrida

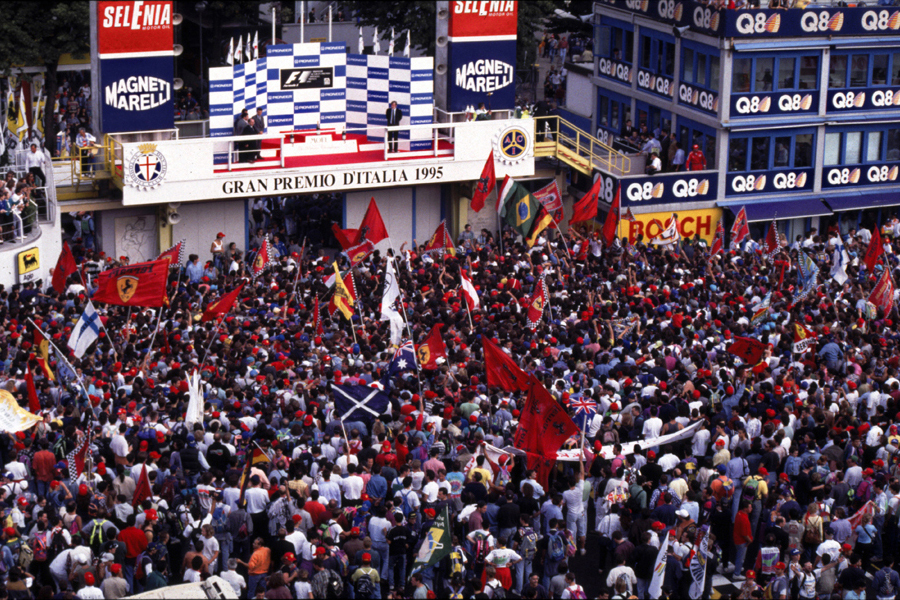
Torcida diante do pódio depois da corrida

| Pos.   | Nº | Piloto                   | Construtor         | Voltas | Tempo/Diferença   | Grid | Pontos |
| ------ | -- | ------------------------ | ------------------ | ------ | ----------------- | ---- | ------ |
| 1      | 2  | Johnny Herbert           | Benetton-Renault   | 53     | 1:18:27.916       | 8    | 10     |
| 2      | 8  | Mika Häkkinen            | McLaren-Mercedes   | 53     | + 17.779          | 7    | 6      |
| 3      | 30 | Heinz-Harald Frentzen    | Sauber-Ford        | 53     | + 24.321          | 10   | 4      |
| 4      | 7  | Mark Blundell            | McLaren-Mercedes   | 53     | + 28.223          | 9    | 3      |
| 5      | 4  | Mika Salo                | Tyrrell-Yamaha     | 52     | + 1 volta         | 16   | 2      |
| 6      | 29 | Jean-Christophe Boullion | Sauber-Ford        | 52     | + 1 volta         | 14   | 1      |
| 7      | 9  | Massimiliano Papis       | Footwork-Hart      | 52     | + 1 volta         | 15   |        |
| 8      | 10 | Taki Inoue               | Footwork-Hart      | 52     | + 1 volta         | 20   |        |
| 9      | 21 | Pedro Paulo Diniz        | Forti-Ford         | 50     | + 3 voltas        | 23   |        |
| 10     | 3  | Ukyo Katayama            | Tyrrell-Yamaha     | 47     | + 6 voltas        | 17   |        |
| Ret    | 27 | Jean Alesi               | Ferrari            | 45     | Rolamento de roda | 5    |        |
| Ret    | 14 | Rubens Barrichello       | Jordan-Peugeot     | 43     | Embreagem         | 6    |        |
| Ret    | 15 | Eddie Irvine             | Jordan-Peugeot     | 40     | Motor             | 12   |        |
| Ret    | 28 | Gerhard Berger           | Ferrari            | 32     | Colisão           | 3    |        |
| Ret    | 24 | Luca Badoer              | Minardi-Ford       | 26     | Acidente          | 18   |        |
| Ret    | 1  | Michael Schumacher       | Benetton-Renault   | 23     | Colisão           | 2    |        |
| Ret    | 5  | Damon Hill               | Williams-Renault   | 23     | Colisão           | 4    |        |
| Ret    | 26 | Olivier Panis            | Ligier-Mugen/Honda | 20     | Spun Off          | 13   |        |
| Ret    | 6  | David Coulthard          | Williams-Renault   | 13     | Rolamento de roda | 1    |        |
| Ret    | 25 | Martin Brundle           | Ligier-Mugen/Honda | 10     | Punção            | 11   |        |
| Ret    | 16 | Giovanni Lavaggi         | Pacific-Ford       | 6      | Spun Off          | 24   |        |
| Ret    | 23 | Pedro Lamy               | Minardi-Ford       | 0      | Transmissão       | 19   |        |
| Ret    | 17 | Andrea Montermini        | Pacific-Ford       | 0      | Colisão           | 21   |        |
| Ret    | 22 | Roberto Moreno           | Forti-Ford         | 0      | Colisão           | 22   |        |
| Fonte: |    |                          |                    |        |                   |      |        |

## Tabela do campeonato após a corrida
| Pos. | Piloto             | Pontos |
| ---- | ------------------ | ------ |
| 1    | Michael Schumacher | 66     |
| 2    | Damon Hill         | 51     |
| 3    | Johnny Herbert     | 38     |
| 4    | Jean Alesi         | 32     |
| 5    | David Coulthard    | 29     |

| Pos. | Construtor       | Pontos |
| ---- | ---------------- | ------ |
| 1    | Benetton-Renault | 94     |
| 2    | Williams-Renault | 74     |
| 3    | Ferrari          | 57     |
| 4    | McLaren-Mercedes | 21     |
| 5    | Sauber-Ford      | 17     |

- Nota: Somente as primeiras cinco posições estão listadas.